# Europamästerskapet i baseboll
Europamästerskapet i baseboll är en landslagsturnering i baseboll som arrangeras av det europeiska baseboll- och softbollförbundet WBSC Europe.
Turneringen spelades första gången 1954 och har genom åren totalt dominerats av Nederländerna och Italien. På de 36 turneringar som spelats till och med 2021 har Nederländerna vunnit 24 gånger och Italien tio gånger. Spanien och Belgien har vunnit varsin gång.
Sverige deltog första gången 1962 och har deltagit varje gång sedan dess. Sverige har två gånger, 1981 och 1993, tagit brons. Vid det senare tillfället var Sverige värd för mästerskapet för första och hittills enda gången.
Turneringen har genom åren oftast spelats vartannat år.

## Resultat
| År   | Värdnation        | Guld          | Silver         | Brons        | Antal nationer | Sveriges placering |
| ---- | ----------------- | ------------- | -------------- | ------------ | -------------- | ------------------ |
| 1954 | Belgien           | Italien       | Spanien        | Belgien      | 4              | -                  |
| 1955 | Spanien           | Spanien       | Belgien        | Västtyskland | 5              | -                  |
| 1956 | Italien           | Nederländerna | Belgien        | Italien      | 5              | -                  |
| 1957 | Västtyskland      | Nederländerna | Västtyskland   | Italien      | 5              | -                  |
| 1958 | Nederländerna     | Nederländerna | Italien        | Västtyskland | 6              | -                  |
| 1960 | Spanien           | Nederländerna | Italien        | Spanien      | 4              | -                  |
| 1962 | Nederländerna     | Nederländerna | Italien        | Spanien      | 7              | 7:a                |
| 1964 | Italien           | Nederländerna | Italien        | Spanien      | 5              | 4:a                |
| 1965 | Spanien           | Nederländerna | Italien        | Västtyskland | 5              | 5:a                |
| 1967 | Belgien           | Belgien       | Storbritannien | Västtyskland | 5              | 5:a                |
| 1969 | Västtyskland      | Nederländerna | Italien        | Spanien      | 7              | 6:a                |
| 1971 | Italien           | Nederländerna | Italien        | Västtyskland | 9              | 8:a                |
| 1973 | Nederländerna     | Nederländerna | Italien        | Spanien      | 6              | 5:a                |
| 1975 | Spanien           | Italien       | Nederländerna  | Västtyskland | 6              | 5:a                |
| 1977 | Nederländerna     | Italien       | Nederländerna  | Belgien      | 5              | 4:a                |
| 1979 | Italien           | Italien       | Nederländerna  | Belgien      | 4              | 4:a                |
| 1981 | Nederländerna     | Nederländerna | Italien        | Sverige      | 4              | 3:a                |
| 1983 | Italien           | Italien       | Nederländerna  | Belgien      | 6              | 5:a                |
| 1985 | Nederländerna     | Nederländerna | Italien        | Belgien      | 6              | 4:a                |
| 1987 | Spanien           | Nederländerna | Italien        | Spanien      | 7              | 5:a                |
| 1989 | Frankrike         | Italien       | Nederländerna  | Spanien      | 8              | 4:a                |
| 1991 | Italien           | Italien       | Nederländerna  | Spanien      | 8              | 7:a                |
| 1993 | Sverige           | Nederländerna | Italien        | Sverige      | 8              | 3:a                |
| 1995 | Nederländerna     | Nederländerna | Italien        | Belgien      | 10             | 7:a                |
| 1997 | Frankrike         | Italien       | Nederländerna  | Spanien      | 12             | 8:a                |
| 1999 | Italien           | Nederländerna | Italien        | Frankrike    | 12             | 7:a                |
| 2001 | Tyskland          | Nederländerna | Ryssland       | Italien      | 12             | 12:a               |
| 2003 | Nederländerna     | Nederländerna | Grekland       | Spanien      | 12             | 4:a                |
| 2005 | Tjeckien          | Nederländerna | Italien        | Spanien      | 12             | 8:a                |
| 2007 | Spanien           | Nederländerna | Storbritannien | Spanien      | 12             | 6:a                |
| 2010 | Tyskland          | Italien       | Nederländerna  | Tyskland     | 12             | 5:a                |
| 2012 | Nederländerna     | Italien       | Nederländerna  | Spanien      | 12             | 6:a                |
| 2014 | Tjeckien Tyskland | Nederländerna | Italien        | Spanien      | 12             | 11:a               |
| 2016 | Nederländerna     | Nederländerna | Spanien        | Italien      | 12             | 8:a                |
| 2019 | Tyskland          | Nederländerna | Italien        | Spanien      | 12             | 12:a               |
| 2021 | Italien           | Nederländerna | Israel         | Italien      | 16             | 12:a               |

## Medaljtabell
Så här har medaljerna fördelats till och med 2021:
| Nr | Nation         | Guld | Silver | Brons | Totalt |
| 1  | Nederländerna  | 24   | 9      | 0     | 33     |
| 2  | Italien        | 10   | 17     | 5     | 32     |
| 3  | Spanien        | 1    | 2      | 15    | 18     |
| 4  | Belgien        | 1    | 2      | 6     | 9      |
| 5  | Storbritannien | 0    | 2      | 0     | 2      |
| 6  | Tyskland       | 0    | 1      | 7     | 8      |
| 7  | Grekland       | 0    | 1      | 0     | 1      |
| 7  | Israel         | 0    | 1      | 0     | 1      |
| 7  | Ryssland       | 0    | 1      | 0     | 1      |
| 10 | Sverige        | 0    | 0      | 2     | 2      |
| 11 | Frankrike      | 0    | 0      | 1     | 1      |

1. ↑  Inklusive Västtyskland (0–1–6)

### Webbkällor
- ”European Championship” (på engelska). Baseball-Reference.com. https://www.baseball-reference.com/bullpen/European_Championship. Läst 25 oktober 2021.